# Schitul Chirilovca
Schitul Chirilovca este un schit de călugări din Republica Moldova.